# Siegfried Spahn
Siegfried Spahn (* 5. Oktober 1940 in Wiesbaden) ist ein Generalarzt außer Dienst des Heeres der Bundeswehr. Von 1987 bis 2001 war er Chefarzt des Bundeswehrkrankenhauses Ulm.

## Leben
Spahn absolvierte das Abitur 1960, war von 1960 bis 1962 Reserveoffizieranwärter und wurde 1962 zum Leutnant der Reserve befördert. Anschließend begann er ein Studium der Medizin an der Johannes Gutenberg-Universität Mainz, wurde 1965 zum Oberleutnant der Reserve ernannt und erlangte 1968 das Staatsexamen. Von April 1968 bis Januar 1970 war er Medizinalassistent an der Johannes Gutenberg-Universität Mainz und am Bundeswehrzentralkrankenhaus Koblenz. 1970 erfolgte die Approbation und der Wiedereintritt in den aktiven Dienst der Bundeswehr. Er wurde Truppenarzt beim Panzergrenadierbataillon 142 in Koblenz und absolvierte ab Oktober 1970 eine Weiterbildung zum Chirurg am Bundeswehrzentralkrankenhaus Koblenz und am Allgemeinen Krankenhaus Harburg in Hamburg. 1972 wurde er zum Oberstabsarzt befördert und war ab Oktober 1975, nach Anerkennung als Arzt für Chirurgie, an der Chirurgischen Abteilung im Bundeswehrkrankenhaus Hamburg tätig. 1976 wurde er zum Oberfeldarzt ernannt, promovierte 1981 und wurde im Oktober 1982 Leitender Arzt der Chirurgischen Abteilung des Bundeswehrkrankenhauses Hamburg, verbunden mit der Beförderung zum Oberstarzt.
Von April 1987 bis 2001 war Spahn Chefarzt des Bundeswehrkrankenhaus Ulm. Im Juli 1993 zum er zum Generalarzt ernannt und mit Ablauf des März 2001 in den Ruhestand versetzt.
Spahn ist verheiratet und hat drei Kinder.

## Schriften
- Zur Frage der Mitbeteiligung des Kniegelenkes bei Psoriasis. Hamburg 1981 (64 S., Dissertation).
- 20 Jahre Bundeswehrkrankenhaus Ulm auf dem Oberen Eselsberg – Eine Einführung von Generalarzt Dr. Siegfried Spahn. In: Wehrmedizin und Wehrpharmazie. Nr. 1, 2001, S. 24.